# فرودگاه کالوکول
فرودگاه کالوکول (به انگلیسی: Kalokol Airport) یک فرودگاه همگانی، غیرنظامی با کد یاتا KLK است که یک باند فرود آسفالت دارد و طول باند آن ۱۰۰۰ متر است. این فرودگاه در شهر کالوکول کشور کنیا قرار دارد و در ارتفاع ۳۷۹ متری از سطح دریا واقع شده است.